# ナシクラブ

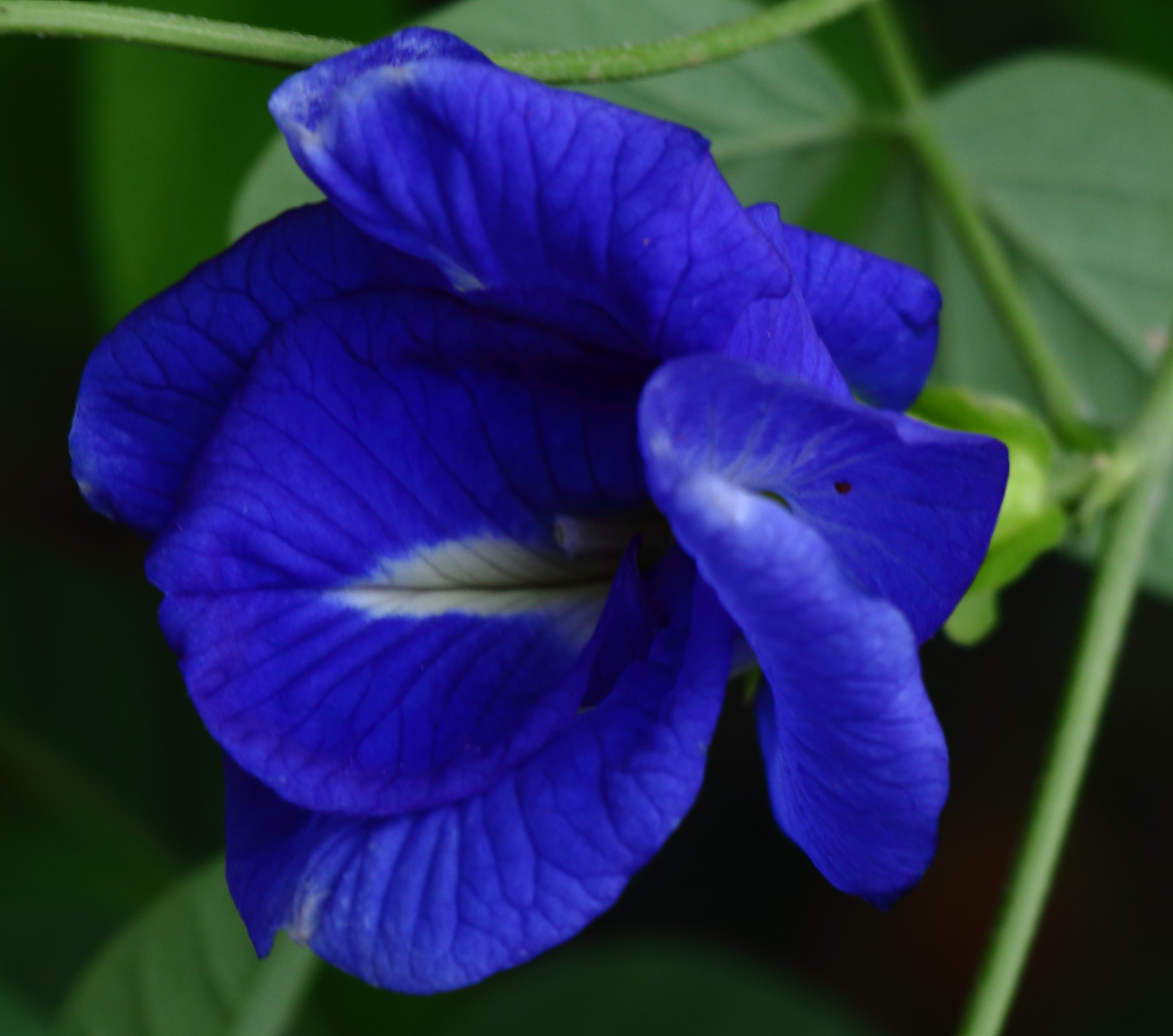
ナシクラブを特徴づける青色の元となる、チョウマメの花弁

ナシクラブ（マレー語: Nasi kerabu、ナシ・クラブやナシケラブと表記されることもある）は、揚げた鶏肉もしくは魚肉、揚げ煎餅、ピクルスなどを用いたサラダの横に青色の米を盛りつけたマレーシア料理である。

## 概要
ナシクラブの「ナシ」はご飯を、「クラブ」はサラダを意味する。
ナシクラブはナシウラムの一種である。ナシクラブの特徴は青色の米であるが、この青色は合成着色料ではなく、チョウマメ（蝶豆、英語: butterfly-pea、マレー語: kembang telang）の花弁を用いて米を炊いた結果、青色に着色する。通常は青色の飯を用いるが、白米やターメリックを用いて炊いた飯を用いることもある。ナシクラブはソロッラダ（solok lada）や揚げたクロポッ（keropok、えびせんべいに近い料理）とともに供される事が多い。
ナシクラブはクランタン州やトレンガヌ州と言ったマレー半島の東海岸沿いで人気のある料理であるが、現代ではタイ南部でも見かけることができる。タイ南部では、カーオヤム（khāoyam、タイ語: ข้าวยำ、IPA: [kʰâːw jam]）として知られている。